# Берглен
Берглен (нем. Berglen) — община в Германии, в земле Баден-Вюртемберг. 
Подчиняется административному округу Штутгарт. Входит в состав района Ремс-Мур.  Население составляет 5995 человек (на 31 декабря 2010 года). Занимает площадь 25,87 км².
Коммуна подразделяется на 21 сельский округ.

## Фотографии

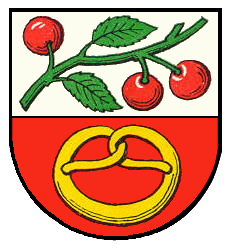
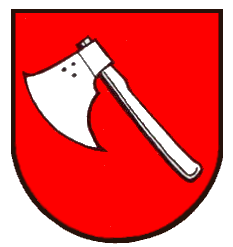
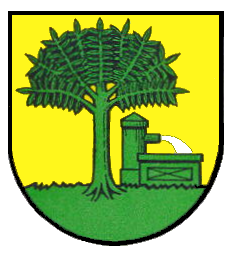
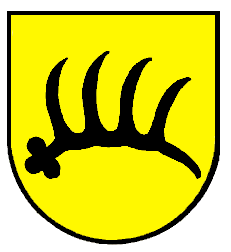
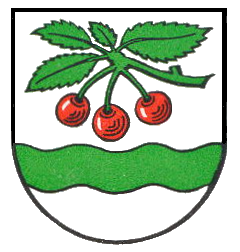
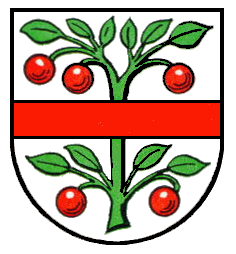
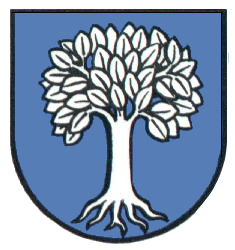
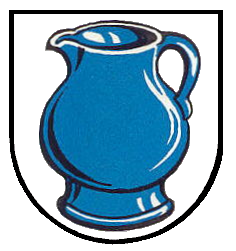